# Rêves mortels
Pour plus de détails, voir Fiche technique et Distribution.
Rêves mortels (Die tödlichen Träume) est un film allemand réalisé par Paul Martin, sorti en 1951. Le film est basé sur plusieurs histoires de Ernst Theodor Amadeus Hoffmann.

## Fiche technique
- Titre : Rêves mortels
- Titre original : Die tödlichen Träume
- Réalisation : Paul Martin
- Scénario : Gustav Kampendonk
- Musique : Hans-Otto Borgmann
- Photographie : Fritz Arno Wagner
- Montage : Rosemarie Weinert
- Production : Fritz Kirchhoff
- Société de production : Pontus Film
- Pays :  Allemagne de l'Ouest
- Genre : Drame et fantastique
- Durée : 81 minutes
- Dates de sortie : 
  -  Allemagne de l'Ouest : 10 janvier 1951

## Distribution
- Rudolf Forster : Opitz / Ernst Theodor Amadeus Hoffmann / le privé
- Will Quadflieg : Winter / Barravas / Florestan
- Cornell Borchers : Angelika / Inez / Lisette / Maria
- Walter Franck : Alexis / Don d'Alvarez / Cardillac
- Harald Paulsen : Magier / Rodriguez / Olivier

## Distinctions
Le film a été présenté en sélection officielle en compétition au Festival de Cannes 1951.